# Korzun
Korzun – tatarska rodzina szlachecka i nazwa jej herbu własnego, odmiany herbu Kot Morski.

## Opis herbu
Nie jest pewny wizerunek tego herbu. Stanisław Dziadulewicz podaje, że jest to odmiana herbu Kot Morski, do której dołączono strzałę rozdartą. Na podstawie tego opisu, Tadeusz Gajl zrekonstruował ten herb następująco:
W polu czerwonym z prawej rogacina rozdarta, srebrna, z lewej kot morski siedzący, z przepaską złotą. klejnot: nad hełmem, w koronie, trzy pióra strusie. Labry czerwone, podbite srebrem.

## Najwcześniejsze wzmianki
Herb bardzo powierzchownie opisany przez Stanisława Dziadulewicza w Herbarzu rodzin tatarskich (1929). Przynależał tatarskiej rodzinie Korzunów, osiadła w kijowszczyźnie i bracławszczyźnie (otrzymali w 1386 od Władysława Jagiełły za wierną służbę majątek Moninsk w ziemi ruskiej).

## Herbowni
Jedna rodzina herbownych (herb własny):
Korzon, Korzón, Korzun.